# اسرا کیزیل‌دوغان
اسرا کیزیل‌دوغان (انگلیسی: Esra Kızıldoğan؛ زادهٔ ۱۹۸۰ (۴۴–۴۵ سال)) بازیگر اهل ترکیه است. وی از سال ۱۹۹۹ میلادی تاکنون مشغول فعالیت بوده‌است.